# Kurt Sontheimer
Kurt Sontheimer (* 31. Juli 1928 in Gernsbach, Baden; † 16. Mai 2005 in Murnau am Staffelsee) war ein deutscher Politikwissenschaftler und Professor an der Ludwig-Maximilians-Universität München.

## Leben
Kurt Sontheimer wurde als Sohn des aus Schwäbisch Hall stammenden Buchdruckers und späteren Buchhalters Hans Sontheimer (1895–1957) und dessen Frau Maria, geb. Kuhs (1896–1940), einer Kindergärtnerin, im badischen Gernsbach geboren. Er studierte Politikwissenschaft und Geschichte an den Universitäten Freiburg im Breisgau, Erlangen, Kansas City und Paris. 1953 wurde er mit einer Arbeit über Die amerikanische Soziologie als Organ des Konformismus an der Universität Erlangen promoviert. 1960 habilitierte er sich an der Albert-Ludwigs-Universität Freiburg mit der Schrift Antidemokratisches Denken in der Weimarer Republik. Ab 1960 war er Professor an der Pädagogischen Hochschule Osnabrück. 1962 folgte er einem Ruf an das Otto-Suhr-Institut der Freien Universität Berlin. An der Freien Universität trat Sontheimer dem Kuratorium der 1957 gegründeten Deutsch-Israelischen Studiengruppe bei. Von 1969 bis zu seiner Emeritierung im Jahr 1993 war er Professor für Politische Wissenschaft am Geschwister-Scholl-Institut der Universität München.
Seiner vorzeitigen Emeritierung ging ein Streit mit anderen Münchener Professoren voraus, den Sontheimer mit einer Kritik an der Leitung des Geschwister-Scholl-Instituts ausgelöst hatte. Sontheimer übernahm danach für zwei Jahre den Alfred-Grosser-Lehrstuhl am Institut für politische Wissenschaften in Paris. 
Von 1968 bis 1983 war Sontheimer Mitglied des Präsidiums des Deutschen Evangelischen Kirchentages, darunter von 1973 bis 1975 dessen Präsident. Von 1980 bis 2004 saß er der Jury des Wächterpreises der deutschen Tagespresse der Stiftung Freiheit der Presse vor.
Sontheimer starb im Alter von 76 Jahren nach kurzer Krankheit. Er ist der Vater des Historikers und Journalisten Michael Sontheimer.

## Forschung
Sontheimer publizierte vor allem Studien zum politischen System Deutschlands und zur politischen Kultur des Landes. Mit seinen politischen Stellungnahmen wirkte er über den universitären Rahmen hinaus. Bahnbrechend war seine Studie Antidemokratisches Denken in der Weimarer Republik von 1962 über „die politische Ideen des deutschen Nationalismus zwischen 1918 und 1933“. Der Publikation ging ein Streit mit Theodor Eschenburg voraus, der 1961 die Veröffentlichung des Buches durch das Münchner Institut für Zeitgeschichte hatte verhindern wollen.
Sontheimer beschäftigte sich mit der Gefährdung der Demokratie durch rechten und linken Extremismus, ohne die beiden gleichzusetzen, und war ein Verfechter der parlamentarischen Demokratie. Er schrieb 1970:

„Da aber die Übereinstimmung der staatstragenden Gruppen über die Prinzipien der bestehenden Ordnung kein Maßstab für die Qualität einer solchen Ordnung sein kann, sondern nur eine Status-quo-Formel darstellt, ist Extremismus und Radikalismus, wie unsere eigene Geschichte lehrt, nicht von vornherein etwas Negatives. Die heutige staatstragende Mitte ist nämlich nichts anderes als das Ergebnis der linksradikalen Bewegungen von gestern und vorgestern. Da stets die herrschenden Gruppen die Bandbreite bestimmen, innerhalb derer sie politische Auffassungen tolerieren, muß bei radikalen Bewegungen und Ideologien stets auch nach dem Inhalt, dem politischen Ziel gefragt werden. (…) Hierin unterscheiden sich die politischen Radikalismen.“

Die ausgebremste Novemberrevolution hatte nach Sontheimers Ansicht dazu geführt, dass die Weimarer Republik eine „Demokratie ohne Demokraten“ blieb.

## Politik
Sontheimer war seit den 1960er Jahren SPD-Mitglied. 1969 war er gemeinsam mit Günter Grass Mitbegründer einer Wählerinitiative, die zur Wahl der SPD aufforderte. Mit der Initiative reiste er durch die Bundesrepublik und warb für Willy Brandt. Seine Ablehnung gegenüber der radikalen Linken artikulierte er in dem 1976 erschienenen Buch Das Elend unserer Intellektuellen.
Sein 1999 erschienenes Buch So war Deutschland nie gilt als eine Bilanz seines Wirkens.

## Auszeichnungen
- 1985: Ernst-Robert-Curtius-Preis für Essayistik
- 2002: Verdienstmedaille des Landes Baden-Württemberg
- 2003: Großes Bundesverdienstkreuz

## Schriften (Auswahl)
- Thomas Mann und die Deutschen. Nymphenburger Verlags-Handlung, München 1961 (Überarbeitete Neuauflage. Langen Müller, München 2002, ISBN 3-7844-2861-4).
- Antidemokratisches Denken in der Weimarer Republik. Die politischen Ideen des deutschen Nationalismus zwischen 1918 und 1933. Nymphenburger Verlags-Handlung, München 1962.
- Deutschland zwischen Demokratie und Antidemokratie. Studien zum politischen Bewußtsein der Deutschen (= Sammlung Dialog. 48). Nymphenburger Verlags-Handlung, München 1971, ISBN 3-485-03048-1.
- Grundzüge des politischen Systems der Bundesrepublik Deutschland (= Piper-Sozialwissenschaft. 2). Piper, München 1971, ISBN 3-492-01885-8.
- Das politische System Großbritanniens (= Piper-Sozialwissenschaft. 10). Piper, München 1972, ISBN 3-492-01955-2.
- mit Wilhelm Bleek: Die DDR. Politik Gesellschaft Wirtschaft. Hoffmann & Campe, Hamburg 1972, ISBN 3-455-09062-1.
- Das Elend unserer Intellektuellen. Linke Theorie in der Bundesrepublik Deutschland. Hoffmann & Campe, Hamburg 1976, ISBN 3-455-08975-5.
- Die verunsicherte Republik. Die Bundesrepublik nach 30 Jahren (= Serie Piper. 189). Piper, München 1979, ISBN 3-492-00489-X.
- Der unbehagliche Bürger. Vom deutschen Umgang mit der Demokratie (= Texte + Thesen. 122). Edition Interfrom u. a., Zürich 1980, ISBN 3-7201-5122-0.
- Zeitenwende? Die Bundesrepublik Deutschland zwischen alter und alternativer Politik. Hoffmann & Campe, Hamburg 1983, ISBN 3-455-08693-4.
- Deutschlands politische Kultur (= Serie Piper. 1289). Piper, München u. a. 1990, ISBN 3-492-11289-7.
- Die Adenauer-Ära. Grundlegung der Bundesrepbulik (= dtv. 4525). Deutscher Taschenbuch-Verlag, München 1991, ISBN 3-423-04525-6.
- Von Deutschlands Republik. Politische Essays. Deutsche Verlags-Anstalt, Stuttgart 1991, ISBN 3-421-06580-2.
- So war Deutschland nie. Anmerkungen zur politischen Kultur der Bundesrepublik. Beck, München 1999, ISBN 3-406-44669-8.
- Hannah Arendt. Der Weg einer großen Denkerin. Piper, München u. a. 2005, ISBN 3-492-04382-8.